# Єлизавета Габсбург
Єлизавета Габсбург (нім. Elisabeth von Habsburg, пол. Elżbieta Rakuszanka; лит. Elžbieta Habsburgaitė; 1436—1505) — королева польська й велика княгиня литовська й руська, дочка імператора Священної Римської імперії Альбрехта II, дружина Казимира IV.

## Біографія
Єлизавета була дочкою  Альбрехта II Німецького і його дружини Єлизавети Люксембурзької. 10 березня 1454 року вийшла заміж за короля Польщі і великого князя литовського, Казимира IV. Четверо з її синів стали королями, тому її також називають «матір'ю королів».
Після смерті 1457 року бездітного брата Єлизавети Владислава Посмертного вона і її сім'я заявили права на трон Богемії і Угорщини. Через деякий час її старший син, Владислав, отримав обидва трони. Три молодші сини Єлизавети по черзі були королями польськими, двоє з них також були великими князями литовськими.

## Родина
Чоловік — Казимир IV, король Польський й великим князь Литовський і Руський
Сини:
- Владислав Ягеллончик (1456—1516), король Чехії та Угорщини;
- Казимир Святий (1458—1484), намісник батька в Литві, помер молодим, канонізований;
- Ян I Ольбрахт (1459—1501), король Польщі, король Русі після смерті батька;
- Олександр Ягеллончик (1461—1506), великий князь Литовський, Великий князь Руський, після смерті Яна Альбрехта також король Польщі;
- Сигізмунд I (1467—1548), після смерті Олександра став королем Польщі, Великим князем Литовським і Руським;
- Фридерик Ягеллончик (1468—1503), єпископ краківський, потім кардинал і архієпископ гнєзненський.

Дочки:
- Ядвіга (1457—1502) дружина з 1475 року Георга Багатого (1455—1503), герцога Ландсгут-Баварського;
- Софія (1464—1512) дружина з 1479 року Фрідріха (1460—1536), маркграфа Бранденбург-Ансбаського і Байройтського, мати Альбрехта Прусського;
- Єлизавета (1465—1466/67);
- Єлизавета (1472—1480/81);
- Анна (1476—1503) дружина Богуслава X, герцога Померанського (1454—1523);
- Барбара (1478—1534), дружина з 1496 року герцога Георга Саксонського (1471—1539);
- Єлизавета Ягеллонка (1482—1517), дружина з 1515 року герцога Фрідріха II Лігніцького (1480—1547).